# Феодал
Феода́л — монопольний власник феоду — тобто земельного наділу, отриманого у вигляді пожалування за службу.
Крім військової служби, феодал заробляв маєтність сплачуванням натуральних або грошових податків. Накопичення великої юридично закріпленої земельної власності в руках феодала поступово перетворило їх на керівну верству з власною ієрархічною структурою, що інколи майже повністю зливалася з державою.